# Арчиловка
Арчиловка (рос. Арчиловка) — присілок в Старомайнському районі Ульяновської області Російської Федерації.
Населення становить 134 особи. Входить до складу муніципального утворення Жедяєвське сільське поселення.

## Історія
Від 2004 року входить до складу муніципального утворення Жедяєвське сільське поселення.

## Населення
| 2010 |
| ---- |
| 134  |